# Erythronium helenae
Erythronium helenae es una especie de planta bulbosa perteneciente a la familia de las liliáceas, la cual se conoce con el nombre común de Pacific fawn lily y St. Helena fawn lily. 

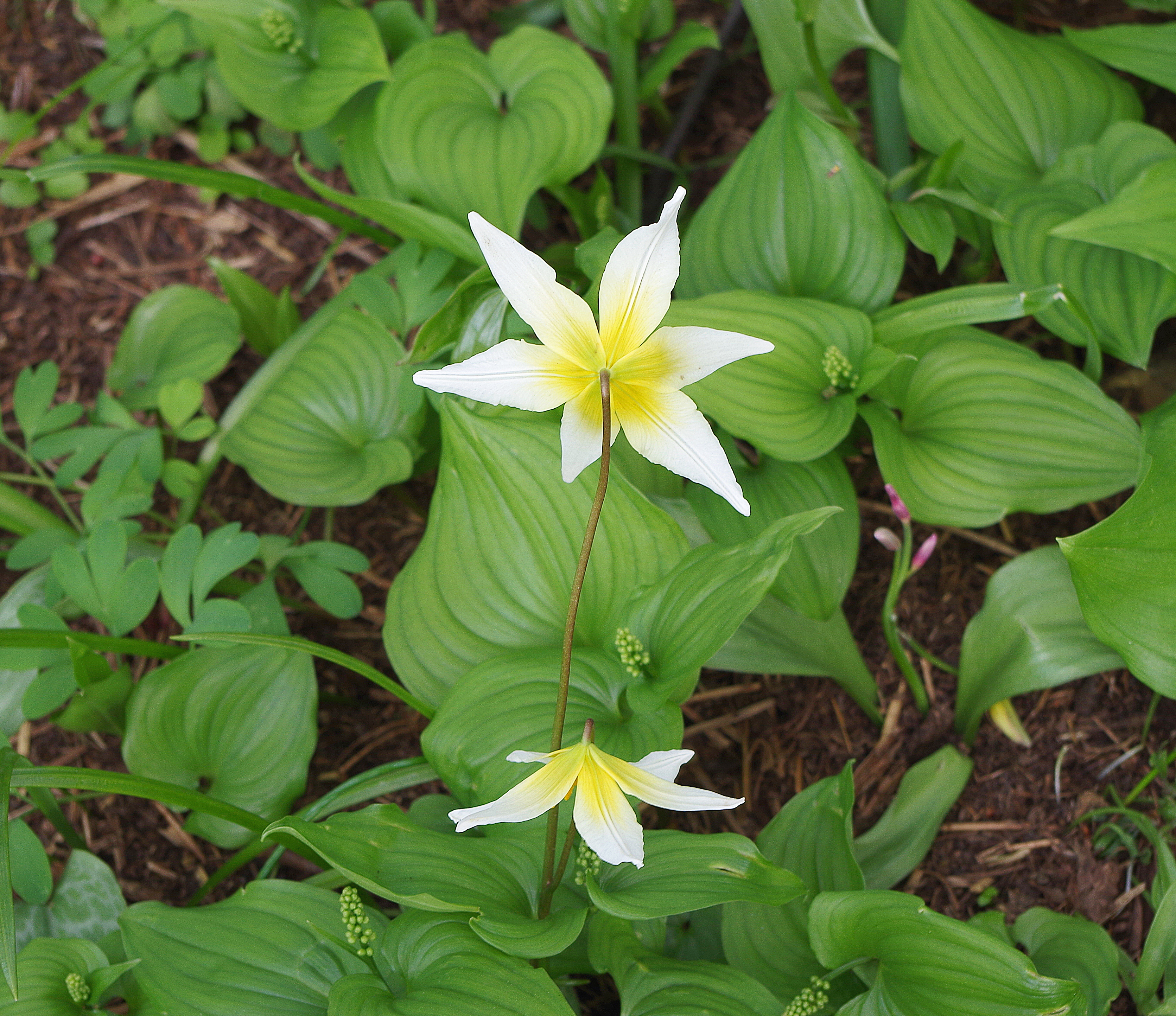
Vista de la planta

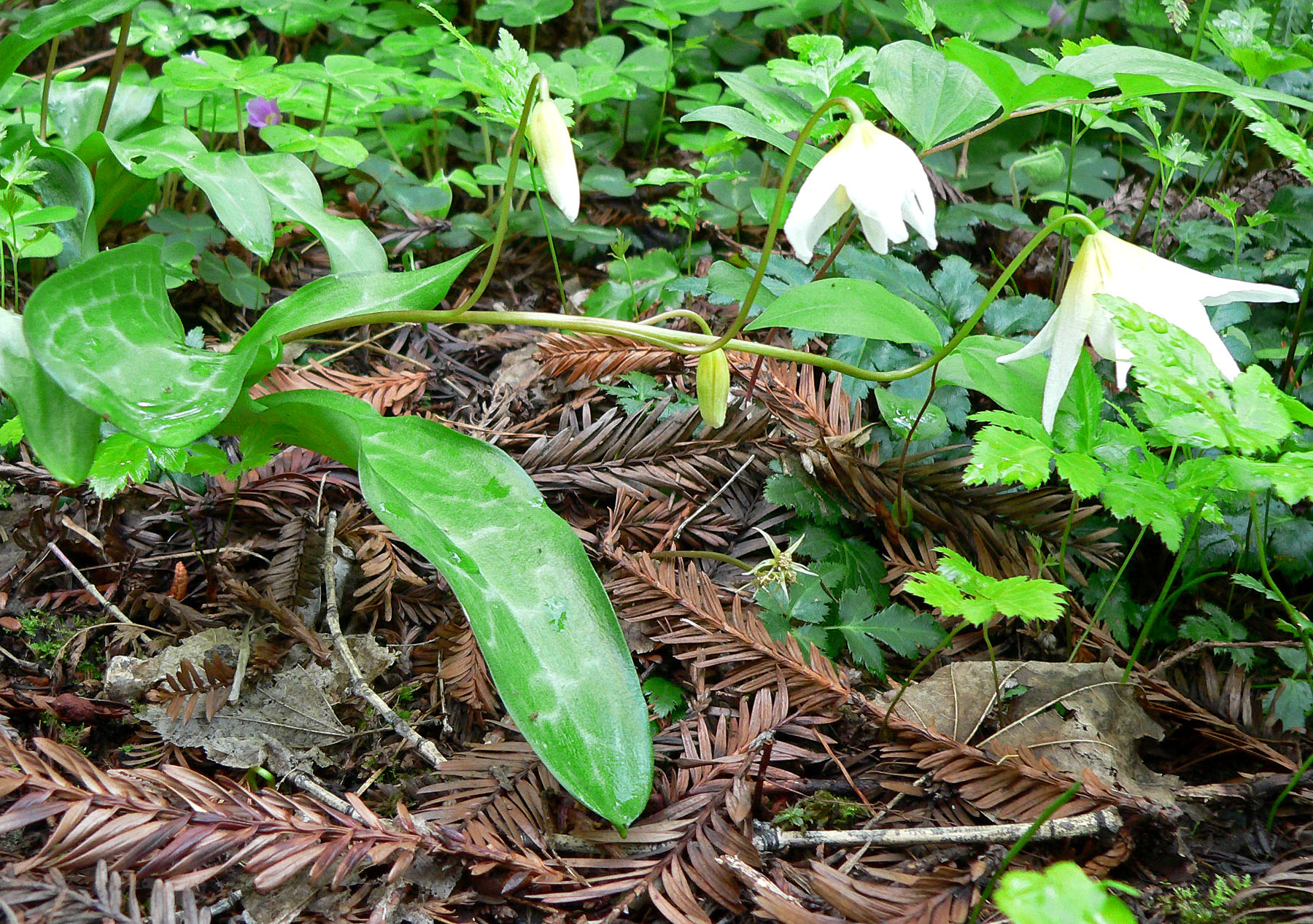
En su hábitat

## Distribución
Es originaria de las montañas costeras de San Francisco Bay Area en California. Se le llama así por el pico del Mount Saint Helena.

## Descripción
Esta especie crece a partir de un bulbo de 3 a 5 centímetros de ancho y produce dos hojas anchas de hasta 20 centímetros de largo que son de color verde con manchas de color marrón o blanco. Los tallos son erectos de hasta 30 centímetros de altura, cada uno con una a tres flores. La flor tiene los tépalos de color blanco con bases amarillenta de 3 o 4 centímetros de largo. Los tépalos desarrollan unas rayas de color rosa o púrpura o manchas a medida que envejecen. La flor tiene estambres de color amarillo con grandes anteras amarillas.

## Taxonomía
Erythronium helenae fue descrita por  Elmer Ivan Applegate    y publicado en Contributions from the Dudley Herbarium 1(5): 188–189. 1933.
Etimología
Erythronium: nombre genérico que  se refiere al color de las flores de algunas de sus especies de color rojo (del griego erythros = rojo), aunque también pueden ser de color amarillo  o blanco.
helenae: epíteto geográfico que alude a su localización en Mount Saint Helena.